# 東京大學物語
東京大學物語（日文：東京大学物語）是日本漫畫家江川達也的漫畫。於1992年到2001年間在 Big Comic Spirits 雜誌上連載。全34卷。累計銷售超過1500萬部，是江川達也的代表作之一，也是他最暢銷的作品。1994年改編成日劇，2004年發行動畫OVA，並且在2006年推出真人電影改編。

## 电视剧

### 登場人物
- 稻垣吾郎 飾 村上直樹
- 瀨戶朝香 飾 水野遙
- 竹野內豐 飾 朝倉晃一

### 工作人员
- 原作 - 江川達也
- 劇本 - 山崎俊雅
- 音樂 - 旭純
- 演出 - 今井和久、新城毅彦
- 主題曲 - 山下久美子〈DRIVE ME CRAZY〉
- 製作 - 朝日電視、CUC

## 電影

### 登場人物
- 田中圭 飾 村上直樹
- 三津谷葉子 飾 水野遙
- 範田紗紗 飾 鈴木英里